# The River (televisieserie)
The River is een Amerikaanse avonturen-horrorserie. De serie werd oorspronkelijk van 7 februari 2012 tot en met 20 maart 2012 uitgezonden op ABC. Elke aflevering verscheen twee dagen later ook op de Nederlandse versie van HBO. Vanaf 8 juli 2012 werd de televisieserie ook in België uitgezonden,  op Prime.

## Verhaallijn
De befaamde ontdekkingsreiziger Dr. Emmet Cole was, samen met zijn productieteam, op ontdekkingstocht in het Amazoneregenwoud alwaar ze spoorloos verdwenen. Zes maanden na zijn verdwijning gaat het noodbaken van Dr. Cole af. Zijn vrouw en zoon gaan vervolgens, samen met een groep anderen, op zoektocht naar Dr. Cole en zijn productieteam.

## Rolverdeling

### Hoofdrollen
| Acteur               | Personage                  | Opmerkingen                                     |
| -------------------- | -------------------------- | ----------------------------------------------- |
| Bruce Greenwood      | Emmet Cole                 | Ontdekkingsreiziger en tv-persoonlijkheid.      |
| Leslie Hope          | Tess Cole                  | Vrouw van Emmet Cole.                           |
| Joe Anderson         | Lincoln Cole               | Zoon van Emmet en Tess Cole.                    |
| Eloise Mumford       | Lena Landry                | Dochter van Russ Landry, de vermiste cameraman. |
| Paul Blackthorne     | Clark Quitely              | Producer van Emmet Cole's programma.            |
| Thomas Kretschmann   | Kurt Brynildson            | Huurling/Lijfwacht.                             |
| Daniel Zacapa        | Emilio Valenzuela          | Scheepsmonteur op The Magus.                    |
| Shaun Parkes         | Andres Jude "A.J." Poulain | Hoofdcameraman.                                 |
| Paulina Gaitán       | Jahel Valenzuela           | Dochter van Emilio Valenzuela.                  |
| Scott Michael Foster | Jonas Beckett              | Cameraman.                                      |
| Lee Tergesen         | Russ Landry                | Vermiste cameraman.                             |
| Katie Featherston    | Rosetta 'Rabbit' Fischer   | Vermiste cameravrouw.                           |
| Jose Pablo Cantillo  | Manny Centeno              | Vermiste cameraman.                             |

### Bijrollen
| Acteur            | Personage       | Opmerkingen                    |
| ----------------- | --------------- | ------------------------------ |
| Taylor Mras       | Lena Landry     | In haar jongere jaren.         |
| Corben Turner     | Lincoln Cole    | In zijn jongere jaren.         |
| Kelemete Misipeka | Melosi          |                                |
| Lili Bordán       | Hanna           | Verloofde van Kurt Brynildson. |
| Jeff Galfer       | Sammy Kirsch    | Cameraman                      |
| Jill Kuramoto     | Verslaggeefster |                                |
| Michael Titterton | Staatsman       |                                |
| Luisana Lopilato  | Politieagente   |                                |
| Conrad Roberts    | Stamoudste      |                                |
| Ernesto Lopez     | Lokale boer     |                                |
| Wendy Pearson     | Technici        |                                |

## Afleveringen
Het eerste seizoen bestaat uit acht afleveringen.
1. Magus
2. Marbeley
3. Los Ciegos
4. A Better Man
5. Peaches
6. Doctor Emmet Cole
7. The Experiment
8. Row, Row, Row Your Boat